# 884 Priamus
884 Priamus eller 1917 CQ är en trojansk asteroid som har en omloppsbana runt Solen på samma avstånd som Jupiter. Den är placerad i trojanska lägret vid lagrangepunkt L5 som följer Jupiter.
Asteroiden upptäcktes av den tyske astronomen Max Wolf den 22 september 1917 i Heidelberg.
Namnet kommer från Priamos, kungen i Troja vid trojanska kriget.